# Discalma puerilis
Discalma puerilis là một loài bướm đêm trong họ Geometridae.